# Путковићи
Путковићи је насељено место у Босни и Херцеговини у општини Витез. Административно припада Федерацији Босне и Херцеговине, односно њеном Средњобосанском кантону. Према попису становништва из 2013. у насељу је било 106 становника, а већинску популацију у насељу чинили су Бошњаци.

## Становништво
По последњем службеном попису становништва из 2013. године у насељу Путковићи живело је 106 становника, а село је било етнички хомогено са већинском бошњачком популацијом.
| Националност | 2013. | 1991.        | 1981.        | 1971.        | 1961.        |
| Бошњаци      | —     | 122 (87,14%) | 110 (76,92%) | 165 (82,09%) | 178 (75,74%) |
| Хрвати       | —     | 17 (12,14%)  | 0            | 36 (17,91%)  | 51 (21,70%)  |
| Срби         | —     | 0            | 31 (21,68%)  | 0            | 3 (1,27%)    |
| Југословени  | —     | 0            | 2 (1,39%)    | 0            | 3 (1,27%)    |
| остали       | —     | 1 (0,71%)    | 0            | 0            | 0            |
| Укупно       | 106   | 140          | 143          | 201          | 235          |